# 夏平 (海军少将)
夏平（1959年—），男，浙江萧山人，中华人民共和国军事人物。曾任海军政治部副主任、海军纪律检查委员会副书记等职。海军少将军衔。

## 生平
1966年入学萧山县城厢镇辅导区校（现朝晖小学）。1976年毕业于萧山县衙前中学。1978年入伍，毕业于海军工程学院，曾任海军军事检察院检察长，海军政治部纪检部长、秘书长、干部部长。2011年，任解放军南京政治学院政治部主任。2012年，晋升为海军少将。2014年，调任海军北海舰队政治部副主任。2015年底，升任海军政治部副主任。2016年，兼任海军纪律检查委员会副书记。
2014年12月2日至2015年7月10日，夏平随海军第19批护航编队赴亚丁湾、索马里海域执行护航任务。3月26日，受命执行也门撤侨任务，担任编队临时党委书记、政治委员。夏平是2018年电影《红海行动》总顾问。